# I skuggan av mig själv
I skuggan av mig själv är ett musikalbum av den finsk-svenske artisten Markoolio. Albumet lanserades den 19 november 2003.

## Låtlista
1. Radio Markoolio 199.99 MHz - 0:40
2. Alla borde va' som mig - 3.18
3. Vilse i skogen (med Håkan Hemlin från Nordman) - 3:31
4. Riktig artist - 3.17
5. Aj, aj, aj - 2:51
6. Radio Markoolio 199.99 MHz - 2.28
7. Nostalgi - 3:39
8. Smurfpunk - 2.34
9. Kramp - 3:27
10. Radio Markoolio 199.99 MHz - 1:39
11. Piskad som få - 3:15
12. Tommy Spandex - 3:10
13. Rashan II - 4:32
14. Baka en kaka - feat. kocken Hannu - 3.40
15. Radio Markoolio 199.99 MHz - 9:24

## Listplaceringar
| Lista (2003-2004) | Topplacering |
| ----------------- | ------------ |
| Sverige           | 1            |

### Fotnoter
1. ↑  ”I skuggan av mig själv”. Svensk mediedatabas. 25 februari 2003. http://smdb.kb.se/catalog/id/001430417. Läst 9 november 2014.
2. ↑  ”I skuggan av mig själv”. Swedishcharts. 25 februari 2003. http://swedishcharts.com/showitem.asp?interpret=Markoolio&titel=I+skuggan+av+mig+sj%E4lv&cat=a. Läst 15 maj 2010.